# Ústavní konvent
Ústavní konvent (též ústavodárné shromáždění) je politické shromáždění, jehož účelem je tvorba nové či revize již existující ústavy.
Některé významné ústavní konventy:
- Filadelfský ústavní konvent, který zasedal roku 1787 a jehož výsledkem byla současná Ústava Spojených států amerických.
- Francouzské Ústavodárné národní shromáždění, které zasedalo v letech 1789 až 1791 a jehož výsledkem byla první francouzská ústava.
- Francouzský Národní konvent, který zasedal v letech 1792 až 1795 a jehož výsledkem byla francouzská ústava z roku 1793.
- Konvent o budoucnosti Evropy, který zasedal v letech 2001 až 2003 a jehož výsledkem byla Smlouva o Ústavě pro Evropu.